# 정상 과정
확률론에서 정상 과정(定常過程, 영어: stationary process) 또는 시불변 과정 또는 안정 과정은 확률변수 간의 확률 분포가 시간에 상관없이 일정한 확률 과정이다. 분포가 시간과 독립적이기 때문에, 확률변수의 기댓값이나 분산 등의 값도 역시 시간과 독립이 된다.

## 정의
확률 과정 {\displaystyle (X_{t}:t\in T)}에서 임의의 확률 변수 {\displaystyle X_{t_{1}},X_{t_{2}},\cdots ,X_{t_{k}}}에 대한 결합 분포를 {\displaystyle F_{X}(x_{t_{1}},\cdots ,x_{t_{k}})}라고 하자. 이때, 임의의 {\displaystyle \tau }에 대하여
{\displaystyle F_{X}(x_{t_{1}+\tau },\ldots ,x_{t_{k}+\tau })=F_{X}(x_{t_{1}},\ldots ,x_{t_{k}})}
를 만족하는 경우, 이 확률 과정을 정상 과정이라고 한다.

## 같이 보기
- 레비 확률 과정
- 에르고딕성